# Rudolf Thaut

Rudolf Thaut (1979)

Rudolf Thaut (* 7. März 1915 in Kiel; † 15. Januar 1982 in Alfter) war ein baptistischer Theologe, der sowohl im deutschen Baptistenbund (Bund Evangelisch-Freikirchlicher Gemeinden) als auch innerhalb der Europäisch-Baptistischen Föderation (EBF) und im Baptistischen Weltbund (Baptist World Alliance/BWA) hohe kirchliche Ämter bekleidete.

## Leben
Rudolf Thaut entstammte einer evangelisch-freikirchlichen Pastorenfamilie. Sein Vater war der ehemalige Bergmann und spätere Baptistenpastor Ernst Alfred Thaut (1887–1953), seine Mutter dessen Ehefrau Minna Louise Gardeike (1893–1959).
Nach dem Erwerb des Abiturs entschied Thaut sich für eine kaufmännische Ausbildung und schlug anschließend die Offizierslaufbahn ein. Schwer verwundet kehrte er aus dem Zweiten Weltkrieg zurück. Der politische und persönliche Zerbruch weckten in dem jungen Thaut erneut die Grundfrage nach dem Lebenssinn. Antwort suchte er in der Philosophie und in der Theologie. Er immatrikulierte sich an der Kirchlichen Hochschule Hamburg und promovierte 1949 mit der Dissertation Zeit. Geschichte. Ewigkeit. Bei Bonaventura. zum Dr. phil. Nach einer Kandidatenzeit am Theologischen Seminar Hamburg-Horn berief ihn die Evangelisch-Freikirchliche Gemeinde Mannheim zu ihrem Pastor. 1955 folgte er einem Ruf als Pastor der Evangelisch-Freikirchlichen Gemeinde München. Für die Gemeinde überraschend wurde er 1959 zum Direktor des Bundes Evangelisch-Freikirchlicher Gemeinden nach Bad Homburg berufen. Seit 1978 lebte er im Ruhestand in Alfter bei Bonn. Auf dem Aumühler Friedhof bei Hamburg wurde er beigesetzt. 

## Wirken

Thaut (2. von rechts) beim Ökumenischen Gottesdienst anlässlich der Eröffnung der Bonner Bundesgartenschau 1979

Rudolf Thauts besondere Arbeitsschwerpunkte waren einerseits die Öffnung seiner Freikirche für die ökumenische Arbeit und zum anderen das Einbringen der freikirchlichen Charakteristika (Ekklesiologie, Taufe, Trennung von Kirche und Staat) in die interkonfessionelle Diskussion. Seine zahlreichen Wirkungsfelder lassen sich hier nur tabellarisch wiedergeben; er wirkte unter anderem:

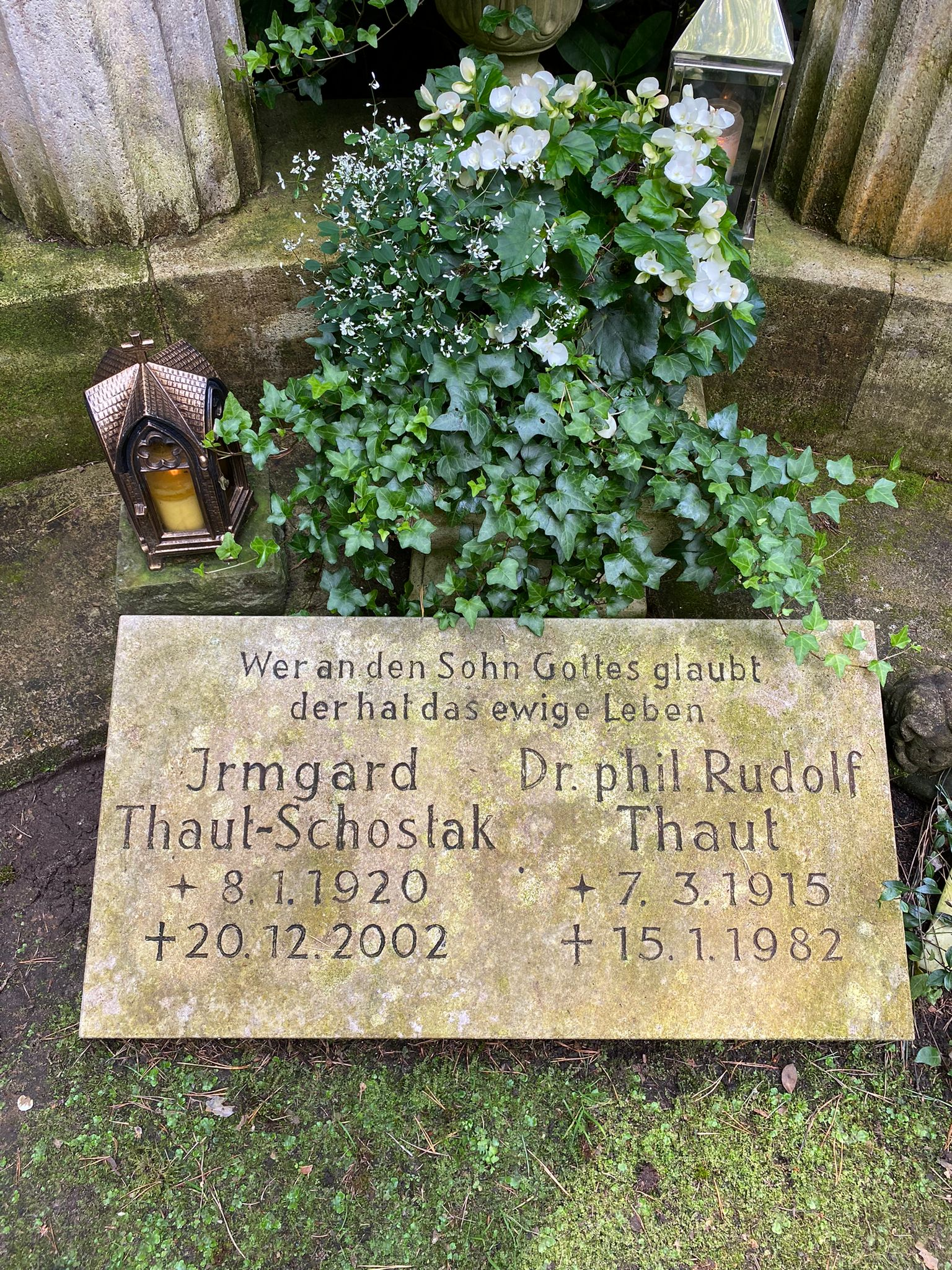
Kissenstein in der Familiengrabstätte auf dem Waldfriedhof Aumühle

- innerhalb des deutschen Baptistenbundes
  - 1949–1960 als Leiter der Studentenarbeit des Bundes Evangelisch-Freikirchlicher Gemeinden – neben seinem Dienst als Gemeindepastor in Mannheim (1949–1955) und München (1955–1959)
  - 1959–1967 als Geschäftsführender Direktor des Bundes Evangelisch-Freikirchlicher Gemeinden mit Sitz in Bad Homburg vor der Höhe
  - 1967–1978 als Rektor des Theologischen Seminars Hamburg-Horn und gleichzeitig Dozent für Praktische Theologie

- in den internationalen baptistischen Leitungsgremien
  - 1960–1975 als Mitglied des Exekutivkomitees des Baptistischen Weltbundes; von 1970 bis 1975 war er auch dessen Vizepräsident
  - 1964–1970 als Mitglied des Exekutivkomitees der Europäisch-Baptistischen Föderation; von 1968 an war er ihr Präsident

- in den zwischenkirchlichen und überkonfessionellen Zusammenschlüssen (Auswahl):
  - Vereinigung Evangelischer Freikirchen (VEF)
  - Arbeitsgemeinschaft Christlicher Kirchen in Deutschland (ACKiD)
  - Evangelisches Missionswerk; von 1968 bis 1981  gehörte er zum Vorstand, zuletzt als Stellvertretender Vorsitzender

Er wirkte mit an den Theologischen Gesprächen zwischen dem Reformierten und dem Baptistischen Weltbund 1973–1977.

## Familie
Rudolf Thaut war seit 1943 verheiratet mit der aus Erfurt gebürtigen Lehrerin Irmgard Schostak (1920–2002). Aus der Ehe gingen drei Kinder hervor: Irmingard († 25. März 2024), Dorothea († 25. November 2018) und Michael. Michael Thaut ist amerikanischer Musik- und Neurowissenschaftler sowie Mitbegründer der Folk-Gruppe Fiedel Michel. Rudolf und Irmgard Thaut ruhen in der Familiengrabstätte Felbick-Ludewig-Thaut-Schostak auf dem Waldfriedhof in Aumühle bei Hamburg.

## Werke (Auswahl)
- Zeit. Geschichte. Ewigkeit. Bei Bonaventura. Hamburg 1949.
- Auf der Erde unter Gott. Drei Vorträge herausgegeben im Auftrage der Studentenarbeit des Bundes Evangelisch-Freikirchlicher Gemeinden in Deutschland. Kassel 1956.
- Erweckliches Erbe und Auftrag der Gemeinde Jesu Christi heute. In: Die Gemeinde 1967, Nr. 31–34
- Pastorendienst in der freikirchlichen Gemeinde. In: Jenseits vom Nullpunkt? (Festschrift Kurt Scharf), hg.v.R. Weckerling, Stuttgart 1972, S. 97–104
- Die theologischen Grundlagen und Folgerungen eines Baptistischen Weltbundes. In: Wort und Tat 27/1973, S. 363–371
- Der theologische Beitrag der Freikirchen. In: Hans-Beat Motel (Hrsg.): Glieder an einem Leib. Die Freikirchen in Selbstdarstellungen. Konstanz 1975, S. 9–38.
- Das Verhältnis von Theologie und Kirchenleitung in demokratischen Kirchenstrukturen. In: Theologie und Kirchenleitung (Festschrift Martin Fischer), hg.v.W. Erk u. a., München 1976, S. 255–261.
- Gemeinde und Mission. In: Blickpunkt Gemeinde 5/1979, S. 3–8.
- Das Seminar als Bundeswerk. In: Festschrift 100 Jahre Theologisches Seminar 1880–1980, Wuppertal und Kassel 1980, S. 9–18.
- TRE Bd. V, 1980: Art. Baptisten. S. 190–197 (zusammen mit John David Hughey).